# گاچاریک اسپین

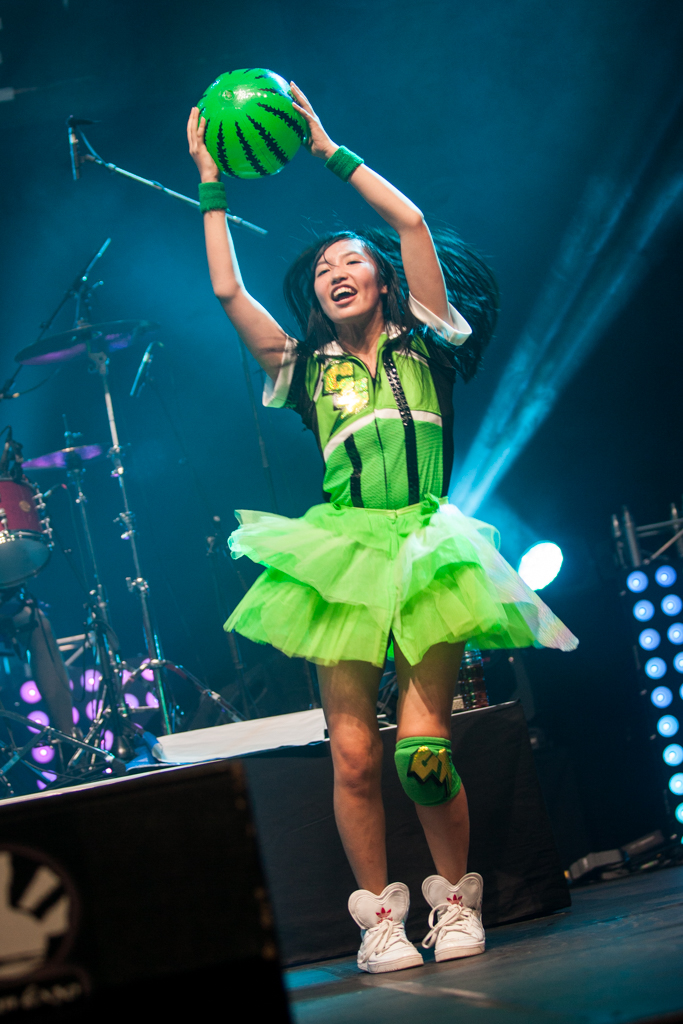
آریسا در نمایشگاه ژاپن ۲۰۱۴

گاچاریک اسپین یک گروه راک ژاپنی است که در آوریل ۲۰۰۹ در توکیو تشکیل شد. در ابتدا گروه موسیقی را به‌طور مستقل منتشر کرد، سپس با ویکتور انترتینمنت قرارداد امضا کرد. آنها که به خاطر اجراهای پر زرق و برق و تهاجمی خود شناخته می‌شوند، تورهای زیادی در ژاپن داشته‌اند و در کنوانسیون‌ها و جشنواره‌های بین‌المللی در ایالات متحده آمریکا، آسیای شرقی و اروپا اجرا کرده‌اند.
گروه نام خود را از کلمه gacha (ガチャ) گرفته‌است که به معنای تلق زدن است. 

## اعضا

### اعضای کنونی
- F Chopper Koga – باس (۲۰۰۹–اکنون)
- هانا – گیتار، آواز، درام (۲۰۰۹–اکنون)
- Tomo-zo – گیتار، آواز (۲۰۰۹–اکنون)
- Oreo Reona – کیبورد، آواز، گیتار آکوستیک (۲۰۱۲–اکنون)
- آنجلینا ۱/۳ - خواننده، مجری (۲۰۱۹–اکنون)
- یوری – درام (۲۰۱۹–اکنون)

### اعضای سابق
- ایتا – گیتار (۲۰۰۹)
- Armmy – آواز (۲۰۰۹–۲۰۱۲، درگذشت ۱۵ اکتبر ۲۰۱۵)
- مای – مجری، خواننده، طراح رقص (۲۰۱۳–۲۰۱۸)
- آریسا – مجری، خواننده (۲۰۱۳–۲۰۱۵)
- Nenne – مجری، خواننده، کیبورد (۲۰۱۵–۲۰۱۷)

### نوازندگان تور
- فوکی – آواز (۲۰۱۲)
- Micki – آواز (۲۰۱۲)
- کانا – آواز (۲۰۱۲)
- بریتنی – خواننده (۲۰۱۲)
- هیتومی توگی – آواز (۲۰۱۲)
- RisaRock – آواز (۲۰۱۲)
- مایو – آواز (۲۰۱۲)
- تامو موراتا – درام (۲۰۱۸)
- لوین – درامز (۲۰۲۱)

## آهنگ‌شناسی
- Virgin-A (مینی آلبوم؛ ۲۰۱۱)
- خوشمزه (۲۰۱۳)
- برنده (۲۰۱۴)
- Music Battler (2015)
- Certain Fluctuation: Kakuhen (確実変動 -KAKUHEN- Kakujitsu hendō - KAKUHEN -؟) (2016)
- G-litter (2018)
- برو شانس! (مینی آلبوم؛ ۲۰۱۸)
- داش طلا (۲۰۲۰)
- گاچاریک اسپین (۲۰۲۱)
- W (2023)